# Relaciones Argentina-Kosovo
Las relaciones entre Argentina y Kosovo son inexistentes, ya que Argentina no reconoce a Kosovo como Estado soberano.

## Historia
En febrero de 2008, el ministro de Relaciones Exteriores argentino, Jorge Taiana, declaró: "Reconocer a Kosovo, que declaró su independencia de manera unilateral sin un acuerdo con Serbia, sentaría un precedente peligroso que podría comprometer gravemente nuestras perspectivas de alcanzar una solución política con respecto a las islas Malvinas". Afirmó que la presidenta Cristina Fernández de Kirchner se abstendría de hacer comentarios oficiales sobre el asunto, haciendo hincapié en que no se reconocería a Kosovo y que Argentina tampoco lo reconocería debido a su "apoyo al principio de integridad territorial", y añadió que la resolución 1244 del Consejo de Seguridad de las Naciones Unidas de 1999 exigía el acuerdo mutuo de todas las partes para resolver el conflicto.
Durante una audiencia realizada el 2 de diciembre de 2009 en la Corte Internacional de Justicia, la delegación argentina afirmó que la declaración de independencia de Kosovo "viola la obligación de respetar la integridad territorial de Serbia, la obligación de resolver pacíficamente las controversias y el principio de no intervención". La resolución carece de fundamento jurídico en el principio de libre determinación y "no eliminó, ni podía eliminar, la soberanía de Serbia sobre Kosovo".